# Дунсбери (комикс)
«Дунсбери» (англ. «Doonesbury») — американский газетный комикс, созданный художником Гарри Трюдо. Иллюстрации в комиксе выполнены методом карандашного рисунка. Первая история была опубликована 26 октября 1970 года, в 1983—1984 годах комикс не выходил, с 1984 года до настоящего времени выходит вновь.
Истории, действие которых разворачивается в комиксе, представляют собой широкую панораму жизни различных слоёв американского общества; для комикса характерно очень большое количество персонажей, одним из которых является условный Президент США. Главным героем комикса является «средний американец» Майкл Дунсбери, который за время выхода комикса «прошёл путь» от студента колледжа до пенсионера. Фамилия главного героя образована из «Дун» — слова из американского школьного слэнга, означающего «недотёпа», и второй части фамилии Чарльза Пиллсбери, соседа по комнате Трюдо в период его обучения в Йельском университете.
Главными героями «Дунсбери» до 1983 года были студенты, существующие как бы «вне времени» и не стареющие, но с 1984 года Трюдо решил «продолжить» биографию Дунсбери и других персонажей, поэтому по состоянию на 2014 год многие герои существенно «постарели».
По жанру комикс относится к политической и социальной сатире, подчас содержит острую критику текущих событий в завуалированной форме, а прототипами многих персонажей послужили какие-либо реальные американские или зарубежные политические деятели. Либеральные взгляды самого Трюдо также нашли отражение в комиксе. Редакции многих газет в связи с его тематикой принимали решение печатать комикс не в специальных разделах для комиксов, а прямо под статьями на политические темы.
В 1975 году Гарри Трюдо получил Пулитцеровскую премию за этот комикс, позже он был награждён за него ещё целым рядом премий.